# José Luis León Roca
José Luis León Roca (en castillan) ou Josep Lluís León i Roca (en catalan), né à Valence (Espagne) le 29 octobre 1916 et mort à Viver le 20 juin 2007, est un écrivain spécialiste de la vie et de l'œuvre de Vicente Blasco Ibáñez,,,,,.

## Biographie
En 1954, José Luis León Roca remporte le prix Valencia de littérature de la députation provinciale de Valence avec Los Romeu, roman qui se déroule dans une ville de la comarque de La Ribera (dans la province de Valence). Le roman s'inscrit dans une vision manichéenne et dichotomique de la campagne et de la ville promue par le régime franquiste, selon laquelle la ville est source de corruption, déstabilisant la famille et les valeurs traditionnelles face à l'heureuse Arcadie qu'est la campagne, :
« Para él [el Chepa] la ciudad era un lugar de corrupción. Tenía la creencia de que los hombres se vendían al mejor postor. Y lo mismo que las mujeres que había visto en los viajes que, de tarde en tarde, efectuaba, sabía que los hombres perdían su respetabilidad por unos billetes hábilmente deslizados. »
« Pour lui [El Chepa], la ville était un lieu de corruption. Il croyait que les hommes étaient vendus au plus offrant. Et, tout comme les femmes qu'il avait croisées lors de ses voyages, il savait que les hommes perdaient parfois leur respectabilité à cause de billets habilement glissés. »
En 1970, il publie chez Tres i Quatre Blasco Ibáñez, política i periodisme (« Blasco Ibáñez, politique et journalisme »), traitant de la carrière politique et journalistique de Vicente Blasco Ibáñez.
En 2002, il est auteur de l'introduction critique d'une réédition de Entre Naranjos, l'un des principaux romans du même auteur. La même année, il reçoit la médaille d'or de la municipalité de Valence.

## Publications
- Cala preciosa (1942).
- Los Romeu (1954).
- Vicente Blasco Ibáñez (1967, Diputación de Valencia).
- Blasco Ibáñez, política i periodisme (1970, Tres i Quatre)[8].
- Blasco Ibáñez y la Valencia de su tiempo (1978, Ayuntamiento de Valencia).
- Cómo escribió Blasco Ibáñez "La Barraca" (1978).
- Los amores de Blasco Ibáñez (1992).
- Constantí Llombart (1995, Lo Rat Penat).